# 閃光星
閃光星（せんこうせい）は変光星の一種。赤色矮星に見られる、短時間の急激な増光を起こす星で、爆発型変光星に分類されている。増光はフレアによるもので、フレア星(flare star)やくじら座UV型変光星とも呼ばれる。

## 概要
閃光星となりうる恒星は絶対等級の小さい赤色矮星で、彩層が非常に発達している。閃光星に起こるフレアは太陽の場合と同じ、すなわち彩層に起こる予測不可能な爆発現象と考えられているが、太陽では表面の一部が活動するだけで、可視光の範囲では全く変化が見られないのに対し、閃光星では星全体がフレアを起こし、数秒から数十秒で急激に明るくなる。増光の規模は平常時の3倍程度から200倍以上に及ぶものなど様々であるが、数分から数十分で元の明るさに戻る。増光は可視光のみでなく、X線から電波の部分に及ぶ。
最初に発見された閃光星は、1924年のはくちょう座V1396星やけんびきょう座AT星であるが、1948年に発見されたくじら座UV星（ルイテン726-8B）がよく知られている。くじら座UV型変光星という別名はこの星に由来している。他の閃光星としては、太陽系に最も近い恒星であるプロキシマ・ケンタウリやウォルフ359などがある。現在確認されている閃光星は太陽系から約60光年以内の近距離にある恒星ばかりであるが、これは閃光星の性質上近距離でないとフレアによる増光が観測できないこと、閃光星に分類されるような暗い赤色矮星は距離が離れると発見自体が困難になることが原因だと考えられる。
褐色矮星も閃光星となりうる可能性が示されているが、赤色矮星より更に小さく暗いので、発見や確認は難しい。